# Scotonycterini
Scotonycterini – plemię ssaków z podrodziny Epomophorinae w obrębie rodziny rudawkowatych (Pteropodidae).

## Zasięg występowania
Plemię obejmuje gatunki występujące w Afryce.

## Podział systematyczny
Do plemienia należą następujące rodzaje:
- Scotonycteris Matschie, 1894 – równikowiec
- Casinycteris O. Thomas, 1910 – moczarowiec